# العلاقات النمساوية الكرواتية
العلاقات النمساوية الكرواتية هي العلاقات الثنائية التي تجمع بين النمسا وكرواتيا.

## مقارنة بين البلدين
هذه مقارنة عامة ومرجعية للدولتين:
| وجه المقارنة                                              | النمسا                                                    | كرواتيا                                                  |
| --------------------------------------------------------- | --------------------------------------------------------- | -------------------------------------------------------- |
| المساحة (كم2)                                             | 83.86 ألف                                                 | 56.59 ألف                                                |
| عدد السكان (نسمة)                                         | 8.81 مليون                                                | 4.11 مليون                                               |
| الكثافة السكانية (ن./كم²)                                 | 105.06                                                    | 72.63                                                    |
| العاصمة                                                   | فيينا                                                     | زغرب                                                     |
| اللغة الرسمية                                             | اللغة الألمانية، لغة الإشارة النمساوية ‏                   | اللغة الكرواتية                                          |
| العملة                                                    | يورو، شلن نمساوي، رايخ مارك، شلن نمساوي                   | كونا كرواتية                                             |
| الناتج المحلي الإجمالي (بليون دولار)                      | 416.60 مليار                                              | 54.85 مليار                                              |
| الناتج المحلي الإجمالي (تعادل القوة الشرائية) بليون دولار | 426.99 مليار                                              | 94.64 مليار                                              |
| الناتج المحلي الإجمالي الاسمي للفرد دولار أمريكي          | 43.77 ألف                                                 | 11.54 ألف                                                |
| الناتج المحلي الإجمالي للفرد دولار أمريكي                 | 47.68 ألف                                                 | 21.64 ألف                                                |
| مؤشر التنمية البشرية                                      | 0.885                                                     | 0.818                                                    |
| رمز المكالمات الدولي                                      | +43                                                       | +385                                                     |
| رمز الإنترنت                                              | .at                                                       | .hr                                                      |
| المنطقة الزمنية                                           | توقيت وسط أوروبا، ت ع م+01:00، ت ع م+02:00، أوروبا/فيينا ‏ | توقيت وسط أوروبا، ت ع م+01:00، ت ع م+02:00، أوروبا/زغرب ‏ |

## مدن متوأمة
في ما يلي قائمة باتفاقيات التوأمة بين مدن نمساوية وكرواتية:
- ترتبط غراتس مع بولا باتفاقية توأمة منذ 7 نوفمبر 1972.[16][16][16][16]
- ترتبط Parndorf [الإنجليزية]‏ مع سينج (مدينة) باتفاقية توأمة.
- ترتبط باد رادكرسبيرغ مع فاراجدين باتفاقية توأمة.
- ترتبط فيينا مع زغرب باتفاقية توأمة منذ 20 نوفمبر 1990.
- ترتبط Güttenbach [الإنجليزية]‏ مع Malinska-Dubašnica [الإنجليزية]‏ باتفاقية توأمة منذ 27 سبتمبر 1997.
- ترتبط باد إيستشل مع أوباتيا باتفاقية توأمة.
- ترتبط زانكت أندريه مع Jelsa, Croatia [الإنجليزية]‏ باتفاقية توأمة.

## منظمات دولية مشتركة
يشترك البلدان في عضوية مجموعة من المنظمات الدولية، منها:
| علم المنظمة | اسم المنظمة                               | تاريخ انضمام النمسا | تاريخ انضمام كرواتيا |
| ----------- | ----------------------------------------- | ------------------- | -------------------- |
|             | الاتحاد الأوروبي                          | 1995                | 1 يوليو 2013         |
|             | وكالة ضمان الاستثمار متعدد الأطراف        | 16 ديسمبر 1997      | 19 مارس 1993         |
|             | الأمم المتحدة                             | 14 ديسمبر 1955      | 22 مايو 1992         |
|             | الفريق المعني برصد الأرض                  | ?                   | ?                    |
|             | مركز تنسيق الحركة في أوروبا ‏              | ?                   | ?                    |
|             | منظمة حظر الأسلحة الكيميائية              | ?                   | ?                    |
|             | منظمة التجارة العالمية                    | ?                   | ?                    |
|             | منظمة الشرطة الجنائية الدولية             | ?                   | ?                    |
|             | منظمة الأمن والتعاون في أوروبا            | 25 يونيو 1973       | 24 مارس 1992         |
|             | مؤسسة التنمية الدولية                     | 28 يونيو 1961       | 25 فبراير 1993       |
|             | يونسكو                                    | 13 أغسطس 1948       | 1 يونيو 1992         |
|             | مجلس أوروبا                               | ?                   | ?                    |
|             | الاتحاد البريدي العالمي                   | ?                   | ?                    |
|             | البنك الدولي للإنشاء والتعمير             | 27 أغسطس 1948       | 25 فبراير 1993       |
|             | الاتحاد الدولي للاتصالات                  | 1866                | 3 يونيو 1992         |
|             | مؤسسة التمويل الدولية                     | 28 سبتمبر 1956      | 25 فبراير 1993       |
|             | المنظمة الأوروبية لسلامة الملاحة الجوية   | 1993                | 1997                 |
|             | المركز الدولي لتسوية المنازعات الاستشارية | 24 يونيو 1971       | 22 أكتوبر 1998       |
|             | مجموعة أستراليا                           | 1989                | 2007                 |
|             | مجموعة الموردين النوويين                  | ?                   | ?                    |

## أعلام
هذه قائمة لبعض الشخصيات التي تربطها علاقات بالبلدين:
- أندرياس إيفانشيتز (لاعب كرة قدم نمساوي، 15 أكتوبر 1983[24] – )
- أوتو باريتش (19 يونيو 1933 – )
- إيفونا داديتش (منافِسة أوليمبية نمساوية، 29 ديسمبر 1993 – )
- إيفيكا فاستيك (لاعب كرة قدم نمساوي، 29 سبتمبر 1969[25] – )
- باولا فون بريرادوفيتش (12 أكتوبر 1887[26] – 25 مايو 1951[26])
- جيورجي غاريتش (8 مارس 1984[27] – )
- زوران بيسيتش (22 مايو 1970[28] – )
- لوثر رندوليك (23 نوفمبر 1887 – 18 يناير 1971)
- ماتيو كوفاتشيتش (لاعب كرة قدم كرواتي، 6 مايو 1994[29] – )
- ماركو ديوريكين (لاعب كرة قدم نمساوي، 12 ديسمبر 1992[30] – )
- ماركو كفاسينا (لاعب كرة قدم نمساوي، 20 ديسمبر 1996[31] – )

## وصلات خارجية
- موقع وزارة الخارجية النمساوية
- موقع وزارة الخارجية الكرواتية